# Danemark aux Jeux olympiques d'été de 1948
Le Danemark participe aux Jeux olympiques d'été de 1948, à Londres, pour la dixième fois de son histoire olympique. Il est représenté par une délégation de 162 athlètes comprenant 18 femmes. Les Danois récoltent, à l’occasion de ces jeux, 20 médailles dont 5 en or.  Ce qui leur permet de se classer en 10 e place au rang des nations. 

## Tous les médaillés danois
| Médaille | Discipline  | Épreuve                                   | Athlète |
| -------- | ----------- | ----------------------------------------- | --- |
| or       | Aviron      | Deux barré                                | Finn Pedersen Tage Henriksen Carl-Ebbe Andersen (barreur) |
| or       | Natation    | 100 m nage libre femmes                   | Greta Andersen |
| Or       | Natation    | 100 m dos femmes                          | Karen Harup |
| Or       | Voile       | Firefly                                   | Paul Elvström |
| Or       | Canoë-kayak | 500 mètres kayak monoplace femmes         | Karen Hoff |
| argent   | Aviron      | Deux de couple                            | Ebbe Parsner Aage Larsen |
| argent   | Aviron      | Quatre sans barreur                       | Helge Halkjaer Aksel Bonde Hansen Helge Muxoll Schrøder Ib Storm Larsen |
| argent   | canoë-kayak | 1 000 mètres kayak monoplace hommes       | Johan Andersen |
| argent   | canoë-kayak | 1 000 mètres kayak biplace hommes         | Ejvind Hansen Bernhard Jensen |
| argent   | Natation    | 400 m nage libre femmes                   | Karen Harup |
| argent   | Natation    | 4 × 100 m nage libre femmes               | Eva Riis Karen Harup Greta Andersen Fritze Carstensen |
| argent   | Escrime     | Fleuret féminin individuel                | Karen Lachmann |
| bronze   | Athlétisme  | Lancer du javelot femmes                  | Lily Carlstedt |
| bronze   | Cyclisme    | Epreuve individuelle de vitesse           | Axel Schandorff |
| bronze   | Aviron      | Quatre barré                              | Erik Larsen Børge Raahauge Nielsen Henry Larsen Harry Knudsen Ib Olsen (barreur) |
| bronze   | Voile       | Dragon                                    | Paul Elvström Klaus Baess Ole Berntsen William Berntsen |
| bronze   | Boxe        | Poids légers (-62 kg)                     | Svend Wad |
| bronze   | Plongeon    | Plateforme 10 mètres femmes               | Birte Christoffersen-Hanson |
| bronze   | Lutte       | Gréco-romaine Poids mi-moyens, 67 - 73 kg | Henrik Hansen |
| bronze   | Football    |                                           | Knud Bastrup-Birk Hans Colberg Edvin Hansen John Hansen Jørgen Wagner Hansen Karl Aage Hansen Erik Kuld Jensen Ivan Jensen Ove Jensen Viggo Jensen Per Knudsen Knud Lundberg Eigil Nielsen Knud Børge Overgaard Poul Petersen Axel Pilmark Johannes Pløger Karl Aage Præst Holger Seebach Erling Sørensen Jørgen Leschly Sørensen Dion Ørnvold |

## Sources
- (en) Danemark aux Jeux olympiques d'été de 1948 sur olympedia.org
- (fr) Tous les résultats officiels de 1948  sur le site du C.I.O